# Mighty Instrumentals
Mighty Instrumentals è il quattordicesimo album in studio del cantante statunitense James Brown, pubblicato nel 1966.

## Tracce
1. Papa's Got a Brand New Bag – 1:45
2. (Can You) Feel It, Pt. 1 – 2:56
3. Hold It – 1:54
4. Sticky – 2:50
5. The Scratch – 1:46
6. James Brown House Party – 2:13
7. Night Train – 2:21
8. Every Beat of My Heart – 3:39
9. Cross Firing – 2:28
10. Suds – 2:21
11. Doin' the Limbo – 2:35
12. Choo-Choo (Locomotion) – 2:53